# Nuoto in acque libere ai campionati mondiali di nuoto 2025 - 10 km maschili
La gara dei 10 km in acque libere maschile dei campionati mondiali di nuoto 2025 è stata disputata il 16 luglio 2025 nelle acque dell'Isola di Sentosa a Singapore, a partire dalle ore 08:00. Vi hanno preso parte 78 atleti provenienti da 47 nazioni.
La competizione è stata vinta dal nuotatore tedesco Florian Wellbrock, mentre l'argento e il bronzo sono andati rispettivamente all'italiano Gregorio Paltrinieri e al australiano Kyle Lee.

## Risultati
| Pos.    | Atleta                      | Nazionalità                 | Tempo     |
| ------- | --------------------------- | --------------------------- | --------- |
| Oro     | Florian Wellbrock           | Germania                    | 1h59'55"5 |
| Argento | Gregorio Paltrinieri        | Italia                      | 1h59'59"2 |
| Bronzo  | Kyle Lee                    | Australia                   | 2h00'10"3 |
| 4       | Oliver Klemet               | Germania                    | 2h00'10"4 |
| 5       | Luca Karl                   | Austria                     | 2h00'30"4 |
| 6       | Denis Adeev                 | Atleti Neutrali Autorizzati | 2h00'35"8 |
| 7       | Andrea Filadelli            | Italia                      | 2h00'43"7 |
| 8       | Nicholas Sloman             | Australia                   | 2h01'01"9 |
| 9       | Dávid Betlehem              | Ungheria                    | 2h01'13"8 |
| 10      | Christian Schreiber         | Svizzera                    | 2h01'39"5 |
| 11      | Kaito Tsujimori             | Giappone                    | 2h01'47"9 |
| 12      | Joey Tepper                 | Stati Uniti                 | 2h01'53"8 |
| 13      | Kristóf Rasovszky           | Ungheria                    | 2h03'05"5 |
| 14      | Athanasios Kynigakis        | Grecia                      | 2h03'05"6 |
| 15      | Esteban Enderica            | Ecuador                     | 2h03'06"1 |
| 16      | Cho Cheng-chi               | Taipei cinese               | 2h03'08"9 |
| 17      | Diogo Cardoso               | Portogallo                  | 2h03'17"9 |
| 18      | Martin Straka               | Rep. Ceca                   | 2h03'29"0 |
| 19      | Paul Niederberger           | Svizzera                    | 2h03'29"5 |
| 20      | Luiz Loureiro               | Brasile                     | 2h03'34"2 |
| 21      | Eric Brown                  | Canada                      | 2h04'04"6 |
| 22      | Dylan Gravley               | Stati Uniti                 | 2h04'17"9 |
| 23      | David Farinango             | Ecuador                     | 2h04'18"1 |
| 24      | Ruan Breytenbach            | Sudafrica                   | 2h05'07"6 |
| 25      | Hector Pardoe               | Regno Unito                 | 2h05'38"0 |
| 26      | Jules Wallart               | Francia                     | 2h05'46"9 |
| 27      | Piotr Woźniak               | Polonia                     | 2h07'18"8 |
| 28      | Matheus Melecchi            | Brasile                     | 2h07'28"2 |
| 29      | Yonatan Ahdut               | Israele                     | 2h07'47"3 |
| 30      | Lev Cherepanov              | Kazakistan                  | 2h07'47"5 |
| 31      | Logan Vanhuys               | Belgio                      | 2h07'52"7 |
| 32      | Joaquín Moreno              | Argentina                   | 2h08'27"5 |
| 33      | Su Bo-ling                  | Taipei cinese               | 2h08'39"5 |
| 34      | Riku Takaki                 | Giappone                    | 2h09'18"8 |
| 35      | Vladislav Utrobin           | Atleti Neutrali Autorizzati | 2h09'27"7 |
| 36      | Connor Buck                 | Sudafrica                   | 2h09'37"1 |
| 37      | Lan Tianchen                | Cina                        | 2h10'11"3 |
| 38      | Zhang Jinhou                | Cina                        | 2h11'06"9 |
| 39      | Diego Dulieu                | Honduras                    | 2h11'07"1 |
| 40      | Bartosz Kapała              | Polonia                     | 2h11'32"1 |
| 41      | Oh Se-beom                  | Corea del Sud               | 2h11'33"9 |
| 42      | Tiago Campos                | Portogallo                  | 2h11'38"5 |
| 43      | Artyom Lukasevits           | Singapore                   | 2h11'41"4 |
| 44      | José Barrios                | Guatemala                   | 2h11'41"8 |
| 45      | Ratthawit Thammananthachote | Thailandia                  | 2h11'51"8 |
| 46      | Diego Obele                 | Messico                     | 2h11'52"6 |
| 47      | Nico Esslinger              | Namibia                     | 2h11'53"4 |
| 48      | Keith Sin                   | Hong Kong                   | 2h12'31"8 |
| 49      | Jeison Rojas                | Costa Rica                  | 2h12'42"9 |
| 50      | Esteban Faure               | Monaco                      | 2h16'05"3 |
| 51      | Jakub Gabriel               | Slovacchia                  | 2h17'20"4 |
| 52      | Alan González               | Messico                     | 2h17'34"0 |
| 53      | Tomáš Pavelka               | Slovacchia                  | 2h17'48"7 |
| 54      | Jamarr Bruno                | Porto Rico                  | 2h19'19"8 |
| 55      | Aflah Fadlan Prawira        | Indonesia                   | 2h19'35"0 |
| 56      | Anurag Singh                | India                       | 2h20'53"1 |
| 57      | Adrián Ywanaga              | Perù                        | 2h21'45"1 |
| 58      | Juan Núñez                  | Rep. Dominicana             | 2h21'58"4 |
| 59      | Army Pal                    | India                       | 2h23'32"6 |
| 60      | Nithikorn Jeampiriyakul     | Thailandia                  | 2h26'06"9 |
| 61      | Chan Tsun Hin               | Hong Kong                   | 2h26'43"6 |
| 62      | Gafar Hassan                | Sudan                       | 2h28'03"9 |
| -       | Joaquín Estigarribia        | Paraguay                    | OTL       |
| -       | Adam Ahmed                  | Sudan                       | OTL       |
| -       | Santiago Castedo            | Bolivia                     | OTL       |
| -       | Dilanka Shehan              | Sri Lanka                   | OTL       |
| -       | Tharusha Perera             | Sri Lanka                   | OTL       |
| -       | Marc-Antoine Olivier        | Francia                     | DNF       |
| -       | Matan Roditi                | Israele                     | DNF       |
| -       | Park Jae-hun                | Corea del Sud               | DNF       |
| -       | Ritchie Oh                  | Singapore                   | DNF       |
| -       | Alejandro Plaza             | Bolivia                     | DNF       |
| -       | Ronaldo Zambrano            | Venezuela                   | DNF       |
| -       | Diego Vera                  | Venezuela                   | DNF       |
| -       | Alexander Adrian            | Indonesia                   | DNF       |
| -       | Théo Druenne                | Monaco                      | DNF       |
| -       | Samir Bachelani             | Kenya                       | DNF       |
| -       | Oscar García                | Guatemala                   | DNF       |
| -       | Rami Rahmouni               | Tunisia                     | DNS       |
| -       | Juan Morales                | Colombia                    | DNS       |
| -       | Swaleh Talib                | Kenya                       | DNS       |